# Мельничное (Львовская область)
Мельничное (укр. Мельничне) — село в Турковской городской общине Самборского района Львовской области Украины.
Население по переписи 2001 года составляло 739 человек. Занимает площадь 1,3 км². Почтовый индекс — 82523. Телефонный код — 3269.